# زمین‌لرزه ۲۰۰۷ نوتو
زمین‌لرزه نوتو  در تاریخ ۲۵ مارس ۲۰۰۷ میلادی، برابر با ‎۵ فروردین ۱۳۸۶، ساعت ۰:۴۱:۵۷ به زمان یوتی‌سی در ژاپن ، منطقه نوتو رخ داد. ژرفای این زلزله ۸ کیلومتر بود، و بزرگی آن ۶٫۷ در مقیاس Mw اعلام شده‌است. زمین‌لرزه به وقت محلی در روز یکشنبه، ساعت ۹ روی داده و منطقه زمانی آن یوتی‌سی +۹ بوده‌است .
سازمان زمین‌شناسی آمریکا نیز رومرکز این زمین‌لرزه را در مختصات ۳۷°۲۰′۱۰″شمالی ۱۳۶°۳۵′۱۷″شرقی / ۳۷٫۳۳۶°شمالی ۱۳۶٫۵۸۸°شرقی و ژرفای آنرا در ۸ کیلومتر گزارش کرده‌است. بزرگی برگزیدهٔ این سازمان از میان بزرگیهای محاسبه‌شدهٔ مختلف ۶٫۷ در مقیاس Mw بوده و از دید اثر، در میان چهار دسته‌بندی «نامحسوس»، «محسوس»، «زیان‌آور» یا «با تلفات»، زلزله را «با تلفات» اعلام کرده‌است.۵۸ ساختمان در زمین‌لرزه خراب شده‌است.سونامی نیز در این زلزله گزارش شده‌است.
پروژهٔ «تنسور گشتاور مرکزوار» زاویه‌های (راستا، شیب، ریک) گسل سازندهٔ زمین‌لرزه و صفحه عمود بر آنرا (°۳۴، °۴۰، °۱۰۸) یا (°۱۹۲، °۵۲، °۷۶) و نوع گسل را «معکوس» فرارسانده‌است.
شمار کشتگان زلزله حدود ۱ نفر بوده‌است.تعداد زخمیان ۱۵۰ نفر برآورده شده‌است.